# Stachelbilche
Die Stachelbilche (Platacanthomyidae), auch als „Dornschliefer“ bezeichnet, sind eine zu den Mäuseartigen gehörende Familie der Nagetiere. Mit dem Südindischen Stachelbilch und dem Chinesischen Zwergbilch sind sie im südlichen und südöstlichen Asien verbreitet. Aufgrund von Zahnmerkmalen wurden sie früher häufig den Bilchen zugeordnet, denen die beiden sehr verschiedenen, baumbewohnenden Arten insbesondere aufgrund ihres buschigen Schwanzes auch äußerlich ähneln.
Kennzeichnend innerhalb der Mäuseartigen sind der bürstenartig endende Schwanz, die Einkerbungen an den oberen Schneidezähnen, die flachen Kauflächen der Backenzähne, deren Schmelzmuster durch parallel zueinander verlaufende, schräge Reihen verlängerter Leisten und Täler gebildet wird, der kleine Muskelfortsatz des Unterkiefers, die vergrößerten Foramina palatina posteriora zwischen den ersten oberen Backenzähnen, das Verschmelzen des Foramen palatinum dorsale mit dem Foramen sphenopalatinum, das Fehlen eines Foramen ovale accessorium sowie das große Foramen maxillare posterius.

## Körperbau

### Äußeres

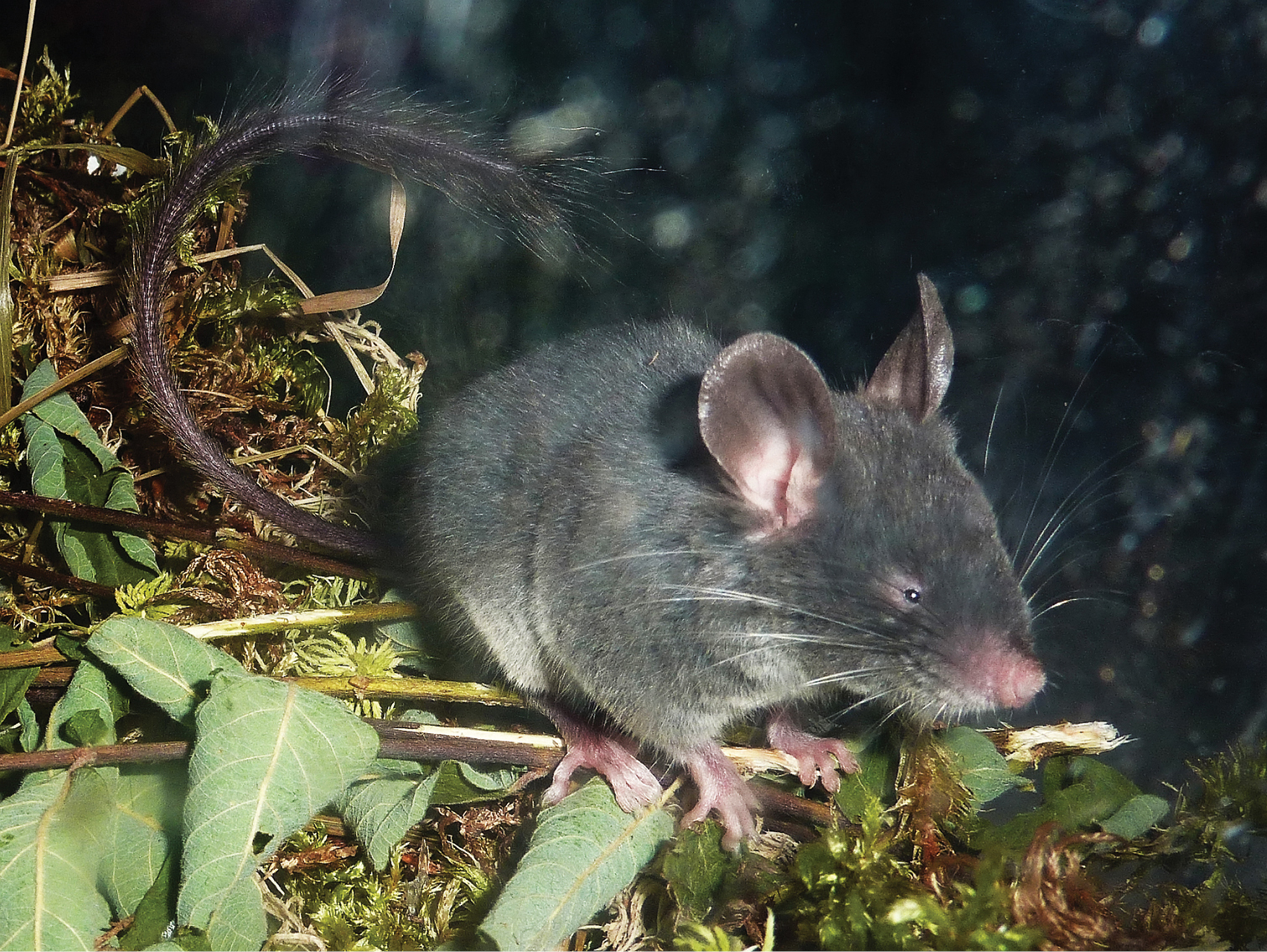
Chinesischer Zwergbilch

Stachelbilche sind verhältnismäßig kleine Mäuseartige mit bilchartigem Körperbau. Ihre Kopf-Rumpf-Länge beträgt 118 bis 140 Millimeter beim Südindischen Stachelbilch und 70 bis 89 Millimeter beim Chinesischen Zwergbilch. Der leicht buschige Schwanz ist beim Südindischen Stachelbilch kürzer als die Kopf-Rumpf-Länge, beim Chinesischen Zwergbilch ist er dagegen länger. Die hinteren zwei Drittel des Schwanzes ähneln einer Flaschenbürste. Das Fell ist beim Südindischen Stachelbilch stachelig, beim Chinesischen Zwergbilch ist es dagegen dicht und weich. Die Tasthaare an der Schnauze sind lang. Die Pfoten sind klein und schlank und die Zehen sind mäßig lang. An den Vorderpfoten befinden sich vier Zehen mit Krallen sowie ein rudimentärer Daumen mit Nagel und an den Hinterpfoten befinden sich fünf Zehen. Die Sohlen der Vorder- und Hinterpfoten sind nackt und weisen sechs Ballen auf. Die Weibchen des Südindischen Stachelbilchs haben zwei Zitzenpaare und die des Chinesischen Zwergbilchs vier.

### Schädel und Gebiss
Der Schädel der Stachelbilche weist eine im Vergleich zum Hirnschädel kurze Schnauze auf. Die Jochbögen sind mäßig kräftig oder dünn und zierlich. Die Jochbogenplatten sind schmal bis mäßig breit und ihr Vorderrand ist nach innen gewölbt. Das Foramen infraorbitale ist groß und schmal und das Foramen maxillare posterior ist ebenfalls groß. Die Interorbitalregion sowie das Zwischenscheitelbein sind breit und das Hinterhauptbein ist tief. Im Verhältnis zum Schädel sind die Paukenblasen klein und sie weisen keine durchgehenden Scheidewände (Septum) auf. Das Mastoid des Felsenbeins ist leicht aufgebläht und nicht durch Fenster durchbrochen. Das Foramen squamosomastoideum ist klein und auf die Naht zwischen Schuppenbein und Mastoid begrenzt. Das Foramen stapediale ist klein oder fehlt. Der knöcherne Gaumen ist breit und endet vor dem Hinterrand der Backenzahnreihen. Die Foramina incisiva sind kurz und zwischen den ersten oberen Backenzähnen ist der knöcherne Gaumen durch zwei vergrößerte Foramina palatina posteriora durchbrochen. Das Foramen palatinum dorsale ist mit dem Foramen sphenopalatinum verschmolzen. Die Fossa mesopterygoidea ist breit. Die Fossae pterygoideae sind ebenfalls breit, flach, verschmelzen weich mit den Seiten des Hirnschädels und sind unversehrt oder haben kleine Löcher. Das Foramen buccinatorium und das Forum masticatorium sind miteinander verschmolzen und ein Foramen ovale accessorium fehlt. Das Foramen lacerum medium ist klein und mit dem mäßig großen Foramen postglenoidale verschmolzen oder es ist winzig und vom kleinen Foramen postglenoidale getrennt. Das Alisphenoid bildet die seitliche Oberfläche des Canalis alisphenoideus. Der Unterkiefer ist klein und zierlich. Sein niedriger und kantiger Muskelfortsatz ist gewöhnlich nur etwas höher als der Gelenkfortsatz. Der Winkelfortsatz ist weder nach innen gebogen noch durchbrochen.
| 1 | · | 0 | · | 0 | · | 3 | = 16 |
| 1 | · | 0 | · | 0 | · | 3 | = 16 |

Das Gebiss der Stachelbilche weist in jeder Kieferhälfte einen als Nagezahn ausgebildeten Schneidezahn und drei niederkronige, jochzähnige Backenzähne auf. Die oberen Schneidezähne bilden mit dem Schädel einen rechten Winkel. Sie weisen keine Furche auf, sind jedoch eingekerbt. Der Zahnschmelz der Schneidezähne ist orange. Beim Südindischen Stachelbilch laufen die oberen Backenzahnreihen vorne leicht zusammen und beim Chinesischen Zwergbilch verlaufen sie parallel zueinander. Der zweite obere und untere Backenzahn ist etwa so groß wie der erste oder etwas kleiner und der dritte ist etwa ein Drittel kleiner als die anderen beiden. Die oberen Backenzähne haben drei Wurzeln und die unteren haben zwei. Ihre Kaufläche ist flach und das Schmelzmuster wird durch parallel zueinander verlaufende, schräge Reihen verlängerter Leisten und Täler gebildet. Die Leisten und Täler des dritten Backenzahns verlaufen beinahe quer statt schräg.

### Innere Organe
Ein Blinddarm fehlt dem Südindischen Stachelbilch. Beim Chinesischen Zwergbilch ist er klein.

## Lebensraum und Verbreitung
Der Lebensraum der baumbewohnenden Stachelbilche sind felsige Bergschluchten bis zu einer Höhe von 900 Metern über dem Meeresspiegel beim Südindischen Stachelbilch und Bergwälder bis zu einer Höhe von 1200 Metern oder höher beim Chinesischen Zwergbilch. Ihr Verbreitungsgebiet erstreckt sich über den Südwesten Indiens sowie den Südosten Chinas und den Norden Vietnams.

## Stammesgeschichte
Obwohl heute durch viele abgeleitete Merkmale gekennzeichnet, sind Stachelbilche ab dem unteren Miozän als solche erkennbar.
Da sie sich in ihren Zahnmerkmalen auffallend von cricetiden Mäuseartigen des Miozäns unterscheiden, haben sie sich vermutlich bereits während des Eozäns oder Oligozäns abgespalten. Das Schmelzmuster ihrer Backenzähne und deren relative Größe zueinander könnten sich von einem Grundplan ähnlich dem von Eucricetodon ableiten.
Sie entstanden vermutlich in Asien und gelangten im Miozän als Gattung Neocometes nach Europa und bis nach Spanien.
Fossile Arten der Gattungen Platacanthomys und Typhlomys sind ab dem Miozän aus China bekannt.
Ob ein 17 Millionen Jahre alter Fund aus den Siwaliks im Norden Pakistans den Stachelbilchen zuzuordnen ist, ist dagegen zweifelhaft.

## Systematik und Nomenklatur

### Äußere Systematik
Laut molekulargenetischen Untersuchungen der nukleären IRBP- und GHR-Gene sind die Stachelbilche die Schwestergruppe aller anderen rezenten Mäuseartigen und nicht näher mit den Bilchen verwandt.
Auf eine Zugehörigkeit zu den Mäuseartigen weisen auch morphologische Merkmale hin, darunter die nur drei Backenzähne in jeder Kieferhälfte, die kleinen Paukenblasen ohne durchgehende Scheidewände und der weder nach innen gebogene noch durchbrochene Winkelfortsatz des Unterkiefers. Auch das Schmelzmuster der Backenzähne unterscheidet sich in wichtigen Details von dem der Bilche und ähnelt eher dem der madagassischen Voalavoanala.
So verlaufen die Schmelzleisten bei den Stachelbilchen schräg und nicht quer wie bei den Bilchen.
Oberflächlich betrachtet ähneln sich die Schmelzmuster jedoch und so wurden die Stachelbilche seit der Erstbeschreibung des Südindischen Stachelbilchs 1859 durch Edward Blyth häufig den Bilchen zugeordnet oder in deren Nähe gestellt. Wilhelm Peters brachte sie dagegen bereits 1865 mit den Mäuseartigen in Verbindung. Samuel Schaub und Helmut Zapfe zeigten 1951, dass die Täler im Schmelzmuster nicht denen der Bilche entsprechen, sondern dass sich das Schmelzmuster vom cricetiden Grundplan ableiten lässt. Sie ordneten die Stachelbilche 1953 den Wühlern zu.

### Innere Systematik
Eine fossile und zwei rezente Gattungen der Stachelbilche mit mehreren fossilen und sechs rezenten Arten können unterschieden werden:
- †Neocometes Schaub & Zapfe, 1953[8]
  - †Neocometes brunonis Schaub & Zapfe, 1953 aus dem Miozän Europas
  - †Neocometes orientalis Mein, Ginsburg & Ratanasthien, 1990 aus dem Miozän Thailands
  - †Neocometes similis Fahlbusch, 1966 aus dem Miozän Europas
- Typhlomys Milne-Edwards, 1877[14]
  - Vietnam-Zwergbilch, Typhlomys chapensis Osgood, 1932 im Südwesten Chinas und im Nordwesten Vietnams.
  - Chinesischer Zwergbilch oder China-Zwergbilch, Typhlomys cinereus Milne-Edwards, 1877 im Südosten Chinas.
  - Dalou-Shan-Zwergbilch Typhlomys daloushanensis Wang Yingxiang & Li Chongqiung, 1996 in Mittelchina.
  - Huangshan-Zwergbilch, Typhlomys huangshanensis Hu et al., 2021 im Huang-Shan-Gebirge im Osten Chinas.[15]
  - Typhlomys fengjiensis Pu, Chen & Liu , 2022 im Kreis Fengjie in Chongqing.[16]
  - Zwergbilch, Typhlomys nanus Cheng Feng et al., 2017 im Südwesten Chinas.
  - Typhlomys taxuansis Balakirev, Phuong & Rozhnov, 2024[17]
  - †Typhlomys hipparionium Qiu, 1989 aus dem Miozän Chinas
  - †Typhlomys intermedius Zheng, 1993 aus dem Pliozän Chinas
  - †Typhlomys macrourus Zheng, 1993 aus dem Pliozän Chinas
  - †Typhlomys primitivus Qiu, 1989 aus dem Miozän Chinas
- Platacanthomys Blyth, 1859[18]
  - †Platacanthomys dianensis Qiu, 1989 aus dem Miozän Chinas
  - Südindischer Stachelbilch, Platacanthomys lasiurus Blyth, 1859 im Südwesten Indiens

Die Gattungen Neocometes und Typhlomys sind sich morphologisch ähnlich. Platacanthomys weist dagegen stärker abgeleitete Zahnmerkmale auf und stellt einen eigenen Entwicklungszweig dar. Die Unterschiede zwischen Typhlomys und Platacanthomys sind so groß, dass Sergei Iwanowitsch Ognew sie 1947 in eigenständigen Unterfamilien der Bilche führte.

### Nomenklatur
Die Unterfamilie Platacanthomyinae mit der Typusgattung Platacanthomys wurde 1876 von Edward Richard Alston aufgestellt. Gerrit Smith Miller und James Williams Gidley führten 1918 die Familie Platacanthomyidae ein und Sergei Iwanowitsch Ognew 1947 die Tribus Platacanthomyini. Die Unterfamilie Typhlomyinae mit der Typusgattung Typhlomys stellte Ognew 1947 auf.